# Criminal (filme de 2016)
Criminal (bra: Mente Criminosa ou Mente de Espião; prt: Criminoso) é um filme de ficção científica e suspense norte-americano com direção de Ariel Vromen e estrelado por Kevin Costner, Gary Oldman,Tommy Lee Jones, Alice Eve e Gal Gadot.

## Sinopse
As memórias e habilidades de um falecido agente da CIA, Bill Pope são implantadas num condenado, Jerico Stewart, a fim de terminar uma missão incompleta.

## Elenco
- Kevin Costner como Jerico Stewart
- Gal Gadot como Jill Pope
- Tommy Lee Jones como doutor Franks
- Gary Oldman como Quaker Wells
- Alice Eve como Marta Lynch
- Michael Pitt como Jan Stroop
- Jordi Mollà como Hagbardaka Heimbahl
- Antje Traue
- Scott Adkins como Pete Greensleeves
- Amaury Nolasco
- Ryan Reynolds como Bill Pope
- Colin Salmon como guarda
- Robert Davi como Almirante Lance
- Richard Reid como James Osborne
- Tommy Hatto como Capitão Burrows
- Natalie Burn como Shoo Shoo

## Lançamento do filme
O filme ia ser lançado em 22 de janeiro de 2016 nos Estados Unidos e em 29 de janeiro de 2016 no Reino Unido. Em 03 de agosto de 2015, o lançamento foi remarcado para 15 de abril de 2016.

## Produção
Em 20 de Junho de 2013, foi anunciado que a Millennium Films adquiriu um script do Criminal filme escrito por Douglas Cook e David Weisberg, um filme de ação em que memórias, segredos e as habilidades de um morto da CIA operatórios são implantados em um perigoso criminoso e alvejado na missão de um governo. JC Spink, Chris Bender, Matthew O'Toole e Mark Gill irão produzir o filme.
Em 13 de setembro , o Millennium definir Ariel Vromen para a direção do filme.

## Moldagem
Em 17 de junho de 2014, Kevin Costner foi adicionado ao elenco para representar um perigoso criminoso com habilidades, segredos e memórias de um morto da CIA operatórios implantados nele para terminar um trabalho. Em 10 de julho, Gary Oldman estava em negociações para se juntar o filme para fazer um papel de chefe da CIA . em 23 de julho, Tommy Lee Jones entrou para o filme para representar um neurocientista que transplanta as memórias em matéria penal, enquanto o papel de Oldman também confirmou. em 4 de agosto, Ryan Reynolds foi adicionado ao elenco.  em 7 de agosto, Alice Eve se juntou ao elenco do filme. em 11 de agosto, Jordi Mollà juntou o filme para um papel de vilão da Hagbardaka Heimbahl, um assassino que quer descobrir os segredos do agente da CIA morto agora implantado em cérebro do criminoso. em 12 de agosto, Gal Gadot assinou contrato para estrelar no filme como a esposa do personagem de Reynolds. em 26 de setembro, Antje Traue juntou o filme para representar o papel de um terrorista.

## Recepção
No agregador de críticas Rotten Tomatoes, o filme detém um índice de aprovação de 30% com base em 138 comentários dos críticos que é seguido do consenso: "Apesar dos esforços valorosos de um jogo e de um elenco talentoso, Criminal tem pouco a oferecer além do mínimo esperado pelos entusiastas do gênero menos exigentes." No Metacritic, o filme tem uma pontuação de 36 de 100, com base em 27 críticos, indicando "críticas geralmente desfavoráveis". O público entrevistado pela CinemaScore deu ao filme uma nota média de "B–" em uma escala de A+ a F.